# Psychocountry

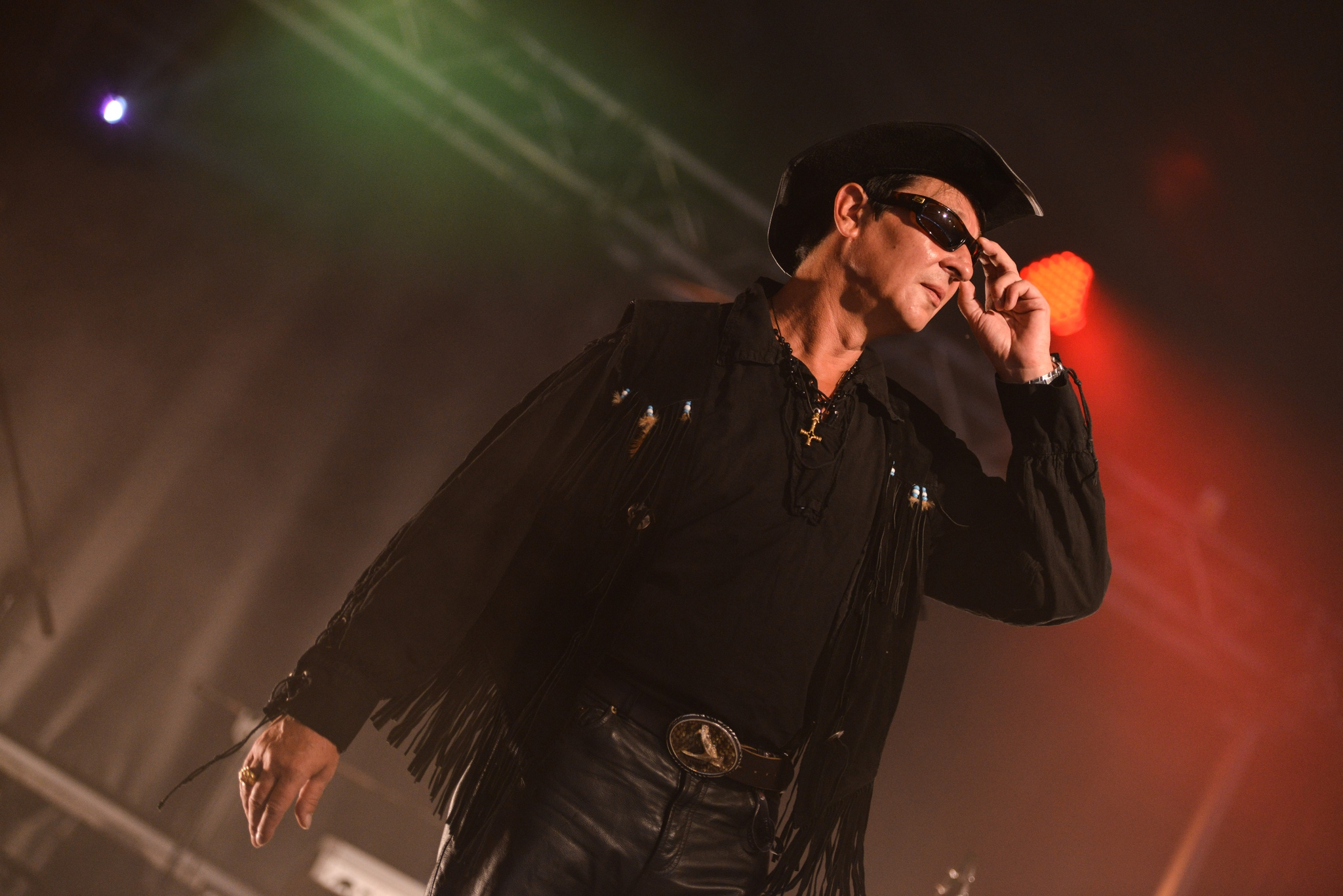
Maciej Maleńczuk z projektem Psychocountry na koncercie w Bielsku-Białej

Psychocountry – album studyjny polskiego piosenkarza Macieja Maleńczuka. Wydawnictwo ukazało się 28 maja 2012 roku nakładem wytwórni muzycznej Warner Music Poland. 
Na płycie znalazło się szesnaście kompozycji utrzymanych w stylistyce country. Większość stanowią interpretacje utworów z repertuaru takich wykonawców jak: Johnny Cash, Tammy Wynette oraz Tim Hardin. Autorem przekładów z języka angielskiego był Maciej Maleńczuk. Cztery piosenki to autorskie kompozycje wokalisty. 
Gościnnie w nagraniach wzięli udział John Porter, Adam "Nergal" Darski oraz Gienek Loska, którzy zaśpiewali w utworze "Highwayman".
Płyta dotarł do 2. miejsca zestawienia OLiS i uzyskała certyfikat złotej.

## Lista utworów
1. "Od Jodłowej idzie wiosna" (Maciej Maleńczuk)
2. "Cat's In The Cradle" (Harry Chapin, Sandra Chapin)
3. "Give My Love To Rose" (Johnny Cash)
4. "Ballada o dzikim zachodzie" (Wojciech Młynarski, Tadeusz Suchocki)
5. "Sprzedaj mnie faktowi" (Maciej Maleńczuk)
6. "Oli, Ola" (Maciej Maleńczuk, Jakub Frydrych)
7. "Peace in the Valley" (Thomas A. Dorsey)
8. "Casey Jones" (Jerry Garcia, Robert Hunter)
9. "Boy Named Sue" (Shelldon Silverstein)
10. "Highwayman" (Jimmy Webb)
11. "Don't Take Your Guns To Town" (Johnny Cash)
12. "Stand by Your Man" (Tammy Wynette, Billy Sherrill)
13. "I Got Stripes" (Johnny Cash, Charlie Williams)
14. "Nie zna życia kto nie śmigał za fajansem" (Maciej Maleńczuk)
15. "Sixteen Tons" (Merle Travis)
16. "If I Were A Carpenter" (Tim Hardin)